# ハビアー・メンデス
ハビアー・メンデス（Javier Mendez、1970年9月18日 - ）は、アメリカ合衆国の格闘技トレーナー、元キックボクサー。アメリカン・キックボクシング・アカデミーの創設者兼ヘッドトレーナー。

## 来歴
メキシコで生まれ、6歳の時にアメリカ合衆国カリフォルニア州サンノゼへ移住した。ブルース・リーに憧れて育ち、1978年から格闘技を習い始めてタン・スー・ドーを習い、スコット・コーカーのもとでテコンドーを学んだ。
1985年にキックボクシングのキャリアを始め、その後アメリカン・キックボクシング・アカデミーを設立した。
1992年、ISKA世界ライトクルーザー級王座を獲得した。
1995年、トライスタージムの共同創立者であるコンラッド・プラに勝利し、ISKA世界ライトヘビー級王座を獲得した。
1996年、地元の総合格闘家ブライアン・ジョンストンがアメリカン・キックボクシング・アカデミーでキックボクシングのトレーニングを行うようになったことから、メンデスは総合格闘技を知るようになった。
その後キックボクシングを引退し、総合格闘技トレーナーに転身した。
1997年から2003年までUFC世界ミドル級王者フランク・シャムロックのトレーナーを務めた。

## 表彰
- MMA Junkie コーチ・オブ・ザ・イヤー（2022年）